# Dabrowski Norbert
Dabrowski Norbert (Budapest, 1974. november 27. –) a BVSC vízilabda csapatának edzője, az utánpótlás vezetője 2010-2013. A magyar férfi vízilabda-válogatott másodedzője 2013 januárjától 2015 szeptemberéig. 2013-tól az Eger másodedzője, 2014-től 2020-ig vezetőedzője volt. 2020 nyarától a BVSC szakmai igazgatója lett.
1985 és 2005 között a BVSC vízilabda játékosa volt.

## Eredményei
- Magyar bajnokság
  - aranyérmes: 1996, 1998, 1999
- Magyar kupa
  - győztes: 1995, 2000, 2003
- Bajnokok ligája
  - harmadik: 2000 Óbecse